# Der Tod hat Verspätung
Der Tod hat Verspätung ist eine Erzählung von Paul Schallück.

## Inhalt
Unter dem Titel Der Tod hat Verspätung gibt ein junger Schriftsteller seinen Debütroman heraus, in dem die Möglichkeit zur Lebensverlängerung durch Anwendung von Affendrüsen thematisiert wird. Trotz der Mängel des Werkes, derer sich der Autor selbst bewusst ist, trifft sein Buch den Nerv der Zeit und wird sehr populär. Es schließt sich eine Unmenge von Lesungen an, die ihn aber am Verfassen eines zweiten Romans hindern. Sein Manager wirkt im Auftrag des Verlags eben darauf hin, um den Medienrummel um das Erstlingswerk nicht abflachen zu lassen. Der Autor baut gesundheitlich zunehmend ab und nimmt sowohl Schlaf- als auch Aufputschmittel ein. Bei einem Auftritt in seinem Heimatort rastet er auf offener Bühne aus und wird in eine Nervenheilanstalt gebracht. Als eine Zeitschrift eine vernichtende Kritik über Der Tod hat Verspätung publizieren möchte, wird diese aufgrund des Vorfalls zurückgezogen und auf Anraten des Managers stattdessen in eine Vorschau auf das angeblich geplante zweite Werk geändert. Der Redakteur legt dem Schriftsteller persönlich den Artikelentwurf vor, bekommt aber von diesem eine abschlägige Antwort. Der Beitrag erscheint dennoch und lässt die Anzahl von Abonnements der Illustrierten deutlich steigen. Nachdem auch Der Tod hat Verspätung noch zusätzliche Käufer fand, wird er kurz darauf von Tod ohne Einfahrt verdrängt, einem Roman über die Unsterblichkeit, verfasst von einem anderen Nachwuchsautor.
Der eingewiesene Schriftsteller fühlt sich indes in der Anstalt sichtlich wohl.

## Veröffentlichungen
Der Tod hat Verspätung wurde erstmals 1962 durch den S. Fischer Verlag in der Anthologie Das Atelier herausgegeben. Volk und Welt veröffentlichte das Werk im Rahmen seiner Reihe Erkundungen auch in der DDR.

## Trivia
Die Geschichte ist nicht inhaltsidentisch mit dem gleichnamigen Film (Originaltitel: Jet Storm).